# Distretto di Turpo
Il distretto di Turpo è un distretto del Perù nella provincia di Andahuaylas (regione di Apurímac) con 4.066 abitanti al censimento 2007 dei quali 1.262 urbani e 2.804 rurali.
È stato istituito il 11 dicembre 1942.